# US-amerikanische Badmintonmeisterschaft 1984
Die US-amerikanische Badmintonmeisterschaft 1984 fand vom 18. bis zum 21. April 1984 in Atlanta statt. Es war die 44. Auflage der nationalen Titelkämpfe im Badminton in den USA.

## Titelträger
| Disziplin    | Sieger                      |
| ------------ | --------------------------- |
| Herreneinzel | Rodney Barton               |
| Dameneinzel  | Cheryl Carton               |
| Herrendoppel | Mathew Fogarty Bruce Pontow |
| Damendoppel  | Pam Brady Monica Ortez      |
| Mixed        | John Britton Cheryl Carton  |